# Уорън (Охайо)
Уорън (на английски: Warren) е град в Охайо, Съединени американски щати, административен център на окръг Тръмбул. Населението му е 39 562 души (по приблизителна оценка от 2017 г.).
В Уорън е роден музикантът Дейв Грол (р. 1969).